# Treffiagat
 Treffiagat  (en bretón Triagad) es una población y comuna francesa, situada en la región de Bretaña, departamento de Finisterre, en el distrito de Quimper y cantón de Guilvinec.

## Demografía
| 2603 | 2449 | 2484 | 2360 | 2333 | 2168 |
| Para los censos de 1962 a 1999 la población legal corresponde a la población sin duplicidades (Fuente: INSEE [Consultar]) |      |      |      |      |      |